# Nava de Arévalo
Nava de Arévalo – gmina w Hiszpanii, w prowincji Ávila, w Kastylii i León, o powierzchni 58,26 km². W 2011 roku gmina liczyła 857 mieszkańców.